# Jaderná elektrárna Sia-pchu
Jaderná elektrárna Sia-pchu (čínsky v českém přepisu Sia-pchu che-tien-čan, znaky zjednodušené 霞浦核电站, tradiční 霞浦核電站) je jaderná elektrárna ve výstavbě v Číně. Nachází se v provincii Fu-ťien, poblíž města Ning-te na ostrově Čchang-piao. Po dokončení sedmi bloků bude celkový hrubý výkon elektrárny činit 6894 MW.

## Historie a technické informace

### Počátky
V prosinci 2009 bylo veřejně oznámeno, že China Huaneng Group podepsala dohodu s provincií Fu-ťien. V jedenáctém pětiletém plánu od roku 2009 do roku 2015 a o dva roky později mělo být celkem 30 miliard juanů investováno do rozvoje areálu jaderné elektrárny v městské oblasti Sia-pchu, části správního města Ning-te.
Do roku 2013 zahájil Integrovaný geofyzikální institut v Pekingu geofyzikální průzkum lokality. Celkem má být postaveno sedm reaktorů. Nejprve dva CFR o výkonu přibližně 600 MW a pět tlakovodních reaktorů Hualong One. V březnu 2015 získala společnost CCCC-FHDI Engineering Company Limited zakázku pro jadernou elektrárnu a CFR-600. 5. listopadu 2015 bylo staveniště oficiálně uvedeno do provozu.

### Bloky 1 a 2
Na základě čínského experimentálního rychlého reaktoru Čína začala projektovat 600 MW reaktor CFR-600, označovaný jako China Experimental Fast Reactor (CDFR). Čínský institut pro atomovou energii ostře kritizoval volbu velikosti výkonu 600 MW. Pro škálování do cílové velikosti 1000 MW je nevhodný, protože by bylo nutné přepracovat některé pomocné systémy na verzi 1000 MW.
Přípravné práce na místě byly zahájeny 31. července 2015. Dne 22. července 2016 byla řídicí technologie, která měla být pro blok objednána, posouzena odborníky a označena za vhodnou k použití. Technologie řízení je založena na platformě NicSys 2000. Koncem května 2017 získala společnost Harbin Electric smlouvu na dodávku kyslíkové stanice a odplyňovačů pro blok. Dne 29. prosince 2017 došlo k vylití prvního betonu jaderného zařízení a zahájení výstavby bloku. První blok má být hotov v roce 2024. Reaktor CFR-600 má při výkonu tepelném 1200 MW dosahovat hrubého výkonu 642 MW a čistého výkonu asi 682 MW. Druhý blok začal být budován 27. prosince 2020.

### Bloky 3 až 6
V druhé fázi výstavby mají být postaveny reaktory Hualong One v počtu pěti bloků.

## Informace o reaktorech
| Reaktor    | Typ reaktoru | Výkon  | Výkon  | Zahájení výstavby | Připojení k síti | Uvedení do provozu | Uzavření |
| Reaktor    | Typ reaktoru | Čistý  | Hrubý  | Zahájení výstavby | Připojení k síti | Uvedení do provozu | Uzavření |
| ---------- | ------------ | ------ | ------ | ----------------- | ---------------- | ------------------ | -------- |
| Sia-pchu-1 | CFR-600      | 642 MW | 682 MW | 29. 12. 2017      |                  | 2025               |          |
| Sia-pchu-2 | CFR-600      | 642 MW | 682 MW | 27. 12. 2020      |                  | 2027               |          |
| Sia-pchu-3 | Hualong One  |        |        |                   |                  |                    |          |
| Sia-pchu-4 | Hualong One  |        |        |                   |                  |                    |          |
| Sia-pchu-5 | Hualong One  |        |        |                   |                  |                    |          |
| Sia-pchu-6 | Hualong One  |        |        |                   |                  |                    |          |
| Sia-pchu-7 | HTR-PM600    | 600 MW | 670 MW |                   |                  |                    |          |